# 데이터 마트

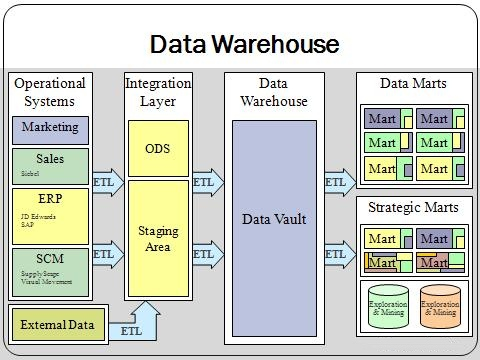
데이터 웨어하우스의 개요. 데이터 마트가 오른쪽 위에 표시되어 있다.

데이터 마트(Data Mart, DM)는 데이터 웨어하우스(Data Warehouse, DW) 환경에서 정의된 접근계층으로, 데이터 웨어하우스에서 데이터를 꺼내 사용자에게 제공하는 역할을 한다. 데이터 마트는 데이터 웨어하우스의 부분이며, 대개 특정한 조직, 혹은 팀에서 사용하는 것을 목적으로 한다.

## 용어의 정의
개개의 데이터 마트와 데이터 웨어하우스는 형식상 다른 존재이다. 그러나, 이 용어를 사용하는 대부분의 저자들은 용어의 의미상 데이터마트가 사용자 요구 분석에서 시작하는 개념으로 해석하고 데이터 웨어하우스는 기존의 데이터를 어떻게 수집, 분석하고 이를 어떻게 재사용할 것인가에 대한 개념으로 해석한다.
데이터 웨어하우스는 중앙 집중식 데이터 집합체 (물리적으로는 분산되어 있음)를 뜻하며, 데이터 마트는 데이터 저장소의 역할을 한다. 데이터 마트는 (데이터 웨어하우스에서 상속여부를 떠나서) 사용 목적에 맞는 접근성과 사용성을 강조한다. 일반적으로 데이터 웨어하우스는 전략적인 성격을 띄지만, 명확하지 않은 개념이다. 데이터 마트는 전술적이고 즉각적인 요구를 충족킨다는 목표를 가지고 있다.
Marc Demarest는 데이터 마트와 데이터 웨어하우스의 개념을 통합하고자 통합 데이터 아키텍처 (Universal Data Architecture; UDA)라는 용어를 제안했다. 데이터 웨어하우스 서비스를 제공하는 일부 회사에서는 데이터 마트 서비스도 같이 제공한다.

## 같이 보기
- 데이터 웨어하우스
- 엔터프라이즈 아키텍처